# Детская художественная школа имени Д. И. Каратанова
Детская художественная школа имени Д. И. Каратанова — бюджетное учреждение дополнительного образования в городе Абакан.

## Общие сведения
Основана в 1965 году, постановлением Совета Министров РСФСР присвоено имя Д. И. Каратанова. К 2020 году школу окончили 1786 учащихся, ежегодно от 20 до 40 % выпускников поступают в профильные училища и вузы. Кроме 1 — 5 классов есть в школе классы вечернего отделения для взрослых и подготовительные классы для малышей.

## История
- 1965 — была открыта детская художественная школа в бывшей столярной мастерской средней школы № 1. Первые преподавателями школы — Ф. Е. Пронских[5] — выпускник витебского художественного училища, А. И. Туманов — выпускник московского института график, М. А. Бурнаков — выпускник ленинградской Академии Художеств.
- 1969 — присвоено имя Дмитрия Иннокентьевича Каратанова.

- 1992 — назначен директором А. Г. Кобыльцов.
- 1997 — школа получила здание детского сада, приспособленного под школу, с большой зеленой территорией, украшающей город.
- 2006 — введение в действие корпуса школы первой очереди.
- 2013 — введение в эксплуатация корпуса второй очереди.
- 2013 — лауреат конкурса «100 лучших школ России» в номинации «Лучшая художественная школа».
- 2016 — победитель Общероссийского конкурса «50 лучших детских школ искусств»[6].